# Libertad, Buenos Aires
Libertad är en ort i Argentina.   Den ligger i provinsen Buenos Aires, i den centrala delen av landet, 29 km väster om huvudstaden Buenos Aires. Libertad ligger 30 meter över havet och antalet invånare är 100 324.
Terrängen runt Libertad är mycket platt. Runt Libertad är det mycket tätbefolkat, med 4 039 invånare per kvadratkilometer.. Närmaste större samhälle är Morón, 6,8 km nordost om Libertad.
Trakten runt Libertad består till största delen av jordbruksmark.